# Бартон, Лэнс
Ла́нс Ба́ртон (англ. Lance Burton; род. 10 марта 1960, Луисвилл, Кентукки, США, имя при рождении William Lance Burton) — американский иллюзионист.
Выступает в своем ночном шоу в Monte Carlo Resort and Casino в Лас-Вегасе, Невада. Участвовал в многочисленных телепередачах, выступал перед королевой Елизаветой II и президентом Рональдом Рейганом. В 2006 году принимал участие в праздниках, посвященных Дню Труда в передаче Джерри Льюиса MDA Telethon.

## Биография
Детство иллюзионист Ланс Бартон провел в Columbia, Kentucky. Впервые заинтересовался иллюзией в 5 лет, когда стал добровольцем на шоу фокусник Гэри Колинса в рождественские праздники. Фокус назывался The Miser’s Dream, в котором Колинс доставал монету из неба и из-за уха Бартона. Он просто был очарован трюками, и сосед, узнав о его интересе к фокусам, подарил ему книгу Magic Made Easy. Первое его представление состоялось перед соседской ребятней.
Колинс заметил интерес мальчика к фокусам и стал обучать юношу основам профессии. В 1977 году, будучи подростком, Бартон принял участие в своих первых соревнованиях, где выиграл главный приз. В 1980 году, вскоре после его двадцатого дня рождения, он был награждён премией «Gold Medal of Excellence» от международного братства иллюзионистов. После этого он отправился в Южную Калифорнию, где неделю снимался в шоу The Tonight Show. Владелец Джонни Карсон заметил его на репетиции и позволил ему сделать 12-минутный сюжет. Пока Джонни был хозяином шоу, Бартона всегда приглашали участвовать в нем. Ланс выступал ещё 10 раз, когда хозяином шоу стал Джей Ленно. Бартон также участвовал в передаче The Late Late Show with Craig Ferguson.
Вначале Ланс Бартон выступал с пробной восьминедельной программой в шоу Folies Bergere в Лас-Вегасе, но в итоге представления продлились рекордное время — 9 лет. В 1982 году он участвовал в состязаниях Fédération Internationale des Sociétés Magiques (FISM), в Lausanne, Switzerland и выиграл главный приз (стоя на улице во фраке и цилиндре, он доставал голубей, свечи и трости из ниоткуда). Он стал самым молодым из всех (и первым американцем), кто выигрывал главный приз этих соревнований. В 1986 году он снялся в передаче Halloween Mystery Magical Special телеканала Nickelodeon.
В 1991 году иллюзионист написал сценарий, спродюсировал и поставил шоу к дате открытия Hacienda Hotel, которое длилось 5 лет.
Женился на иллюзионистке Melinda Saxe в августе 1993, но вскоре после свадьбы они развелись.
В августе 1994 года Бартон подписал 13-летний контракт (самый долгий контракт для иллюзиониста за всю историю Лас-Вегаса) с Monte Carlo Resort. Специально для его выступлений был построен «Театр Ланса Бартона» на 1274 места, стоимостью 27 миллионов долларов. Открытие состоялось 21 июня 1996 года. Согласно сведениям журнала USA Weekend, за 13 лет работы прибыль Бартона составила более 110 миллионв долларов.
На шоу в Buffalo Bill’s Hotel & Casino, Primm, Nevada Бартона едва не переехал самый быстрый в Америке каток «Desperado». Во время трюка что-то пошло не так, как было запланировано, и после спасения он говорил: «Это было глупо… очень глупо».
Свой очередной юбилей иллюзионист Бартон отпраздновал в Монте-Карло, там он представил публике свой новый номер, названный «Solid Gold Lady», на который он потратил 10 миллионов долларов.